# Nómada del conocimiento
El término nómada del conocimiento, viene del neologismo inglés knowmad, que combina las palabras know (conocer, saber) y nomad (nómada), y que da cuenta del perfil del sujeto capaz de ser un nómada del conocimiento. Fue creado por John Moravec para referirse a los trabajadores nómadas del conocimiento y la innovación. Se caracteriza por ser innovador, imaginativo, creativo, capaz de trabajar en colaboración con casi cualquier persona, en cualquier momento y lugar. Un knowmad es valorado por su conocimiento personal, lo que le proporciona una ventaja competitiva con respecto a otros trabajadores.

## El trabajador delsigloXXI
En la sociedad industrial los trabajadores permanecían generalmente en un lugar físico fijo, para realizar funciones muy concretas, en cambio las actividades asociadas a los trabajadores de la sociedad de la información y del conocimiento se han vuelto mucho menos específicas en términos de ubicación y de las tareas a desempeñar, lo cual se ve favorecido por las tecnologías que permiten efectuar buena parte del trabajo  de manera virtual. Los knowmads tienen la capacidad de volver a configurar y contextualizar su espacio de trabajo en cualquier momento, intercambiando información e ideas con otros profesionales, lo que genera ideas, productos y servicios muy diferentes a lo que haría cada uno por su parte.

## La educación delsigloXXI
Moravec señala que esta nueva forma de trabajo es un referente para pensar en la educación, de manera que los estudiantes de esta sociedad tendrían que poder aprender, trabajar, jugar y compartir en prácticamente cualquier contexto.

En el protoparadigma 3.0 el caos y la ambigüedad asociados a los enormes cambios sociales y tecnológicos piden a gritos el resurgimiento del paradigma de “aprender haciendo”. De alguna manera podría decirse que estamos construyendo el futuro a medida que éste va sucediendo. Con el aprendizaje y la enseñanza colectiva y entre pares, somos responsables de ayudarnos mutuamente para identificar cuáles son nuestros “elementos” en el camino hacia un desarrollo personal y knowmádico.
Moravec, 2011, pg.59

El “aprender haciendo” pone énfasis en cómo se aprende y no en los contenidos, tal como sucede en el aprendizaje invisible. Por lo tanto, las evaluaciones han de dar cuenta de que el producto sea o no innovador. O sea, que se muestre lo  ocurrido en el proceso, si es algo novedoso, si ha proporcionado beneficios, si es fuente de aprendizaje para otros.

## Lista de habilidades de los nómadas del conocimiento
La siguiente es una lista con algunas de las habilidades observadas en dichas personas:
1. No está limitado a una edad determinada.
2. Creativo, innovador, colaborativo y motivado.
3. Utiliza la información y genera conocimientos en diferentes contextos.
4. Altamente inventivo, intuitivo, capaz de producir ideas.
5. Capaz de crear sentido socialmente construido.
6. No solo busca acceder a la información, procura utilizarla abierta y libremente.
7. Creador de redes, siempre conectando a personas, ideas, organizaciones, etc.
8. Capacidad para utilizar herramientas para resolver diferentes problemas.
9. Alfabetizado digitalmente, comprende cómo y por qué funcionan las tecnologías digitales.
10. Competencia para resolver problemas desconocidos en contextos diferentes.
11. Aprende a compartir (sin límites geográficos).
12. Es adaptable a diferentes contextos y entornos.
13. Consciente del valor de liberar el acceso a la información.
14. Atento a los contextos y a la adaptabilidad de la información.
15. Capaz de desaprender rápidamente, sumando nuevas ideas.
16. Competente para crear redes de conocimiento horizontales.
17. Aprendizaje permanente y para toda la vida (formal-informal).
18. Experimenta constantemente TIC (colaborativas).
19. No teme el fracaso.